# Tugana cavatica
Tugana cavatica là một loài nhện trong họ Amaurobiidae.
Loài này thuộc chi Tugana. Tugana cavatica được Elizabeth Bangs Bryant miêu tả năm 1940.